# Pantanal de Barão de Melgaço
Pantanal de Barão de Melgaço é uma das sub-regiões do Complexo do Pantanal, localizada no Pantanal Norte, Mato Grosso. Com área de 18 503 km², localiza-se entre os rios Cuiabá e Piquiri/Itiquira e tem como vizinha ao norte a Chapada dos Guimarães. O nome deriva do termo melgas (água lodosas onde proliferam moscas) na concepção dos primeiros portugueses que chegaram na região. 